# José Valcárcel
José Valcárcel fue un político peruano. 
En los años 1840 ocupó el cargo de subprefecto de la provincia de Calca y participó en las guerras civiles de 1841 bajo el mando de Manuel Ignacio de Vivanco. Fue miembro del Congreso Constituyente de 1860 por la provincia de Paruro entre julio y noviembre de 1860 durante el tercer gobierno de Ramón Castilla. Este congreso elaboró la Constitución de 1860, la séptima que rigió en el país y la que más tiempo ha estado vigente pues duró, con algunos intervalos, hasta 1920, es decir, sesenta años. Luego de expedida la constitución, el congreso se mantuvo como congreso ordinario hasta 1863 y fue elegido nuevamente en 1864.
Fue elegido diputado por la provincia de Urubamba en el congreso reunido en Arequipa en 1883 por el presidente Lizardo Montero luego de la derrota peruana en la guerra con Chile.